# Ngga Pulu
Ngga Pulu ou Nga Pulu é uma montanha dos montes Maoke, situada na Nova Guiné Ocidental, na Indonésia. Fica nas proximidades do Puncak Jaya e é considerado o segundo mais alto pico da Nova Guiné Ocidental, com 4862 m de altitude e cerca de 100 m de proeminência topográfica. O glaciar Meren fica no seu cume. Foi escalada pela primeira vez em 1936 por uma expedição liderada por Anton Colijn. À época, o Ngga Pulu era considerado como a montanha mais alta das Índias Orientais Neerlandesas.

## A diminuição da altitude do topo do Ngga Pulu
O Ngga Pulu terá sido durante milénios a montanha mais alta da Nova Guiné, e consequentemente a mais alta e proeminente da Oceania. Porém, medições trigonométricas demonstraram que o Ngga Pulu tinha em 1936 uma altitude de 4907 m, mas expedições mais recentes descobriram um recente recuo dos glaciares na região.
Todos os colos (passos) para averiguação da proeminência dos vários picos do maciço da Pirâmide Carstensz (Puncak Jaya) estava inteiramente cobertos por gelo, de modo que a pirâmide Carstensz era um sub-pico do Ngga Pulu com cerca de 200m de proeminência. Devido ao degelo dos glaciares, o Ngga Pulu perdeu altitude em meados do século XX. As expedições científicas australianas de 1971-73 mediram a altitude do Ngga Pulu avançando o valor de 4862m, e o degelo no colo para a averiguação da proeminência seria de cerca de 300m. No ano 2000 todos os glaciares da Nova Guiné fora da região da Pirâmide Carstensz tinham já desaparecido. No interior da região da Pirâmide Carstensz, que era um antigo sub-pico, surgiu o agora rochoso cume do Sumantri, alguns metros acima do ainda coberto por gelo Ngga Pulu. Deste modo o Ngga Pulu tinha menos de 100m de proeminência como sub-pico do Sumantri (4870m), e este tinha uma proeminência de cerca de 350 m. O degelo dos glaciares produziu grandes alterações na altitude dos colos para averiguação da proeminência no interior da área da Pirâmide Carstensz e é bastante provável que outros altos picos gelados na Nova Guiné tenham perdido muitos metros de altitude, tais como o Puncak Mandala, o cume oriental da Pirâmide Carstensz, ou o Ngga Pilimsit. Estima-se que por volta de 2020-2030 todos os glaciares da Nova Guiné tenham desaparecido.
Presentemente o Ngga Pulu não é considerado em geral como um dos sete segundos cumes devido à baixa proeminência topográfica.